# یواس‌اس کورنوبیا (۱۸۵۸)
یواس‌اس کورنوبیا (۱۸۵۸) (به انگلیسی: USS Cornubia (1858)) یک کشتی بود که طول آن ۲۱۰ فوت (۶۴ متر) بود. این کشتی در سال ۱۸۵۸ ساخته شد.